# Organellum

Schemat typowej komórki zwierzęcej: (1) jąderko (2) jądro komórkowe (3) rybosomy (4) liposom (5) retikulum endoplazmatyczne szorstkie (6) aparat Golgiego (7) cytoszkielet (8) retikulum endoplazmatyczne gładkie (9) mitochondria (10) wakuola (11) cytoplazma (12) lizosom (13) centriole

Organellum – każda oddzielona od cytozolu błoną plazmatyczną struktura występująca w cytoplazmie komórki, wyspecjalizowana do pełnienia określonej funkcji. Komórka prokariotyczna nie zawiera organellów komórkowych, co odróżnia ją od komórki eukariotycznej. Genofory (nukleoidy) i rybosomy nie są organellami, gdyż nie są oddzielone od otoczenia błoną komórkową. Komórki eukariotyczne zawierają podstawowy zestaw organellów błonowych.
Organella:
- jądro komórkowe
- mitochondria
- plastydy, czyli chloroplasty, chromoplasty itp.
- wakuola
- siateczka śródplazmatyczna, czyli retikulum endoplazmatyczne
- lizosomy
- aparat Golgiego
- endosomy
- peroksysom
- glioksysom

Uwaga: W języku polskim termin „organellum” często używany jest w węższym znaczeniu, to znaczy z wykluczeniem jądra komórkowego (patrz: cytoplazma).
Niektóre organella komórek eukariotycznych (mitochondria oraz plastydy) pochodzą od endosymbiotycznych bakterii. Są one otoczone podwójną błoną, posiadają własny, niezależny od jądra komórkowego materiał genetyczny w postaci kolistej cząsteczki DNA oraz własne, inne od cytoplazmatycznych, rybosomy.
Innym organellum otoczonym podwójną błoną jest jądro komórkowe, jednak nie ma wielu danych sugerujących, że jest również pochodzenia endosymbiotycznego. Bardziej prawdopodobne jest, że otoczka jądra komórkowego, jak i inne błony organellów komórkowych, prócz plastydów i mitochondriów (retikulum endoplazmatyczne, aparat Golgiego, endosomy, lizosomy), powstały poprzez inwaginację (wpuklenie) błony komórkowej. Istnieją też sugestie, że wici komórek eukariotycznych są również efektem dawnej endosymbiozy, ale jak dotąd brak na to dowodów.